# Devenahalli, Sidlaghatta
Devenahalli là một làng thuộc tehsil Sidlaghatta, huyện Kolar, bang Karnataka, Ấn Độ.